# Velika nagrada Buenos Airesa 1956
Velika nagrada Buenos Airesa 1956 je prva neprvenstvena dirka Formule 1 v sezoni 1956. Odvijala se je 5. februara 1956 na uličnem dirkališču v Mendozi. 

## Prijavljeni
| Št | Dirkač              | Moštvo                    | Dirkalnik      | Motor    |
| -- | ------------------- | ------------------------- | -------------- | -------- |
| 2  | Stirling Moss       | Officine Alfieri Maserati | Maserati 250F  | Maserati |
| 4  | Jean Behra          | Officine Alfieri Maserati | Maserati 250F  | Maserati |
| 6  | Carlos Menditéguy   | Officine Alfieri Maserati | Maserati 250F  | Maserati |
| 8  | Luigi Piotti        | Officine Alfieri Maserati | Maserati 250F  | Maserati |
| 10 | Chico Landi         | Officine Alfieri Maserati | Maserati 250F  | Maserati |
| 12 | Pablo Gulle         | Officine Alfieri Maserati | Maserati 250F  | Maserati |
| 14 | Mike Hawthorn       | Owen Racing Organisation  | Maserati 250F  | Maserati |
| 16 | Alberto Uria        | Privatnik                 | Maserati A6GCM | Maserati |
| 30 | Juan Manuel Fangio  | Scuderia Ferrari          | Lancia D50     | Lancia   |
| 32 | Eugenio Castellotti | Scuderia Ferrari          | Lancia D50     | Lancia   |
| 34 | Luigi Musso         | Scuderia Ferrari          | Lancia D50     | Lancia   |
| 36 | Peter Collins       | Scuderia Ferrari          | Ferrari 555    | Ferrari  |
| 38 | Olivier Gendebien   | Scuderia Ferrari          | Ferrari 555    | Ferrari  |

## Dirka
| Poz | Št | Dirkač              | Konstruktor | Krogi | Čas/Odstop |
| --- | -- | ------------------- | ----------- | ----- | ---------- |
| 1   | 30 | Juan Manuel Fangio  | Ferrari     | 60    | 1:52:38,9  |
| 2   | 2  | Stirling Moss       | Maserati    | 60    | +38,6 s    |
| 3   | 4  | Jean Behra          | Maserati    | 60    | +1:45,7    |
| 4   | 6  | Carlos Menditéguy   | Maserati    | 59    | +1 krog    |
| 5   | 36 | Peter Collins       | Ferrari     | 58    | +2 kroga   |
| 6   | 38 | Olivier Gendebien   | Ferrari     | 57    | +3 krogi   |
| 7   | 10 | Chico Landi         | Maserati    | 57    | +3 krogi   |
| 8   | 12 | Pablo Gulle         | Maserati    | 54    | +6 krogov  |
| 9   | 14 | Mike Hawthorn       | Maserati    | 54    | +6 krogov  |
| 10  | 8  | Luigi Piotti        | Maserati    | 52    | +8 krogov  |
| Ret | 32 | Eugenio Castellotti | Ferrari     | 14    | Hladilnik  |
| Ret | 34 | Luigi Musso         | Ferrari     | 9     | Trčenje    |
| DNS | 16 | Alberto Uria        | Maserati    | 0     | -          |